# Плансон, Георгий Антонович

Переговоры в Портсмуте (1905) — слева направо: с русской стороны (дальняя часть стола) — Коростовец, Набоков, Витте, Розен, Плансон; с японской стороны (ближняя часть стола) — Адати Минэитиро, Отиай, Комура, Такахира, Когоро, Сато.

Георгий Антонович Плансон (Плансон-Ростков) (1859 — 1937) — русский дипломат.

## Биография
Окончил восточный и юридический факультеты Петербургского университета. С 1888 — в МИД. Старший чиновник Азиатского департамента. В 1903—1905 годах — дипломатический чиновник при наместнике на Дальнем Востоке Е. И. Алексееве. В 1905 — член русской делегации на мирных переговорах в Портсмуте.
С 1893 года — действительный член Императорского Русского географического общества.
Генеральный консул в Сеуле (1906—1908).
Плансон пытался сохранить за своей должностью дипломатический характер при, хотя и протекторатном, но императоре, но японская резидентура решительно воспротивилась этому, и так как в наши планы не входило «ломание копий» с японцами по вопросам их политики в Корее, то Плансону пришлось примириться с положением генерального консула, тем более, что все иностранные представители были назначены своим правительством в качестве консулов.
Посланник в Сиаме при дворе короля Рамы V Чулалонгкорна. (1908—1916). Работая в Сиаме, собрал коллекцию буддистской и индуистской скульптуры. Посланник в Швейцарии (1916—1917).
После революции 1917 года — в эмиграции.
Коллекция Сиамской скульптуры Плансона, оставшаяся в России «бесхозной» была передана в Буддийскую секцию Этнографического отдела Русского музея. В 1931 г., в связи с общей реорганизацией музеев, коллекция поступила в Эрмитаж, где хранилась неизученной и неопубликованной до середины 1990-х гг.
Другая часть коллекции Плансона (индуистская скульптура и ритуальная утварь) оказалась в Государственном музее истории религии.
В ГАРФ хранится личный фонд Г. А. Плансона.